# Bande noire
Die Bande noire (deutsch etwa: schwarze Rotte) war in der ersten Französischen Revolution und während der Restauration die Bezeichnung für die Gesellschaften von Spekulanten und Bauunternehmern, welche die zu Staatseigentum erklärten Klöster, Besitzungen der Emigrierten, Schlösser und dergleichen kauften sowie die durch Aufhebung der Fideikommisse und Majorate zum Verkauf gestellten Gebäude an sich brachten, um sie zu vereinzeln oder abzutragen und die Baumaterialien zu verkaufen. Diese Form von Vandalismus zerstörte manches historisch und künstlerisch wertvolle Bauwerk.